# Skate Canada International de 1995
O Skate Canada International de 1995 foi a vigésima segunda edição do Skate Canada International, um evento anual de patinação artística no gelo organizado pelo Skate Canada, e que fez parte do Champions Series de 1995–96. A competição foi disputada entre os dias 30 de outubro e 5 de novembro, na cidade de Kitchener, Nova Brunswick, Canadá.

## Eventos
- Individual masculino
- Individual feminino
- Duplas
- Dança no gelo

## Medalhistas
| Evento                        | Ouro                                      | Prata                                       | Bronze                                     |
| Sênior                        |                                           |                                             |                                            |
| Individual masculino detalhes | Alexei Urmanov · Rússia                   | Michael Shmerkin · Israel                   | Éric Millot · França                       |
| Individual feminino detalhes  | Michelle Kwan · Estados Unidos            | Hanae Yokoya · Japão                        | Josée Chouinard · Canadá                   |
| Duplas detalhes               | Evgenia Shishkova · Vadim Naumov · Rússia | Maria Petrova · Anton Sikharulidze · Rússia | Jodeyne Higgins · Sean Rice · Canadá       |
| Dança no gelo detalhes        | Shae-Lynn Bourne · Victor Kraatz · Canadá | Marina Anissina · Gwendal Peizerat · França | Irina Romanova · Igor Yaroshenko · Ucrânia |
| Júnior                        |                                           |                                             |                                            |
| Individual masculino detalhes | Derrick Delmore · Estados Unidos          | Stannick Jeanette · França                  | Jayson Dénommée · Canadá                   |

## Resultados

### Individual masculino
| Pos.              | Nome                   | Nacionalidade  | Pontos | PC | PL |
| ----------------- | ---------------------- | -------------- | ------ | -- | -- |
| Medalha de ouro   | Alexei Urmanov         | Rússia         | 1.5    | 1  | 1  |
| Medalha de prata  | Michael Shmerkin       | Israel         | 4.5    | 3  | 3  |
| Medalha de bronze | Éric Millot            | França         | 5.0    | 6  | 2  |
| 4                 | Scott Davis            | Estados Unidos | 5.0    | 2  | 4  |
| 5                 | Steven Cousins         | Reino Unido    | 7.0    | 4  | 5  |
| 6                 | Viacheslav Zagorodniuk | Ucrânia        | 8.5    | 5  | 6  |
| 7                 | Dmitri Dmitrenko       | Ucrânia        | 10.5   | 7  | 7  |
| 8                 | Sébastien Britten      | Canadá         | 12.5   | 9  | 8  |
| 9                 | Cornel Gheorghe        | Romênia        | 14.0   | 10 | 9  |
| 10                | Andrejs Vlascenko      | Alemanha       | 14.0   | 8  | 10 |
| 11                | Szabolcs Vidrai        | Hungria        | 18.5   | 15 | 11 |
| 12                | Thierry Cerez          | França         | 18.5   | 13 | 12 |
| 13                | Jean-Francois Hebert   | Canadá         | 19.0   | 12 | 13 |
| 14                | Naoki Shigematsu       | Japão          | 20.5   | 11 | 15 |
| 15                | Markus Leminen         | Finlândia      | 21.0   | 14 | 14 |

### Individual feminino
| Pos.              | Nome              | Nacionalidade  | Pontos | PC | PL |
| ----------------- | ----------------- | -------------- | ------ | -- | -- |
| Medalha de ouro   | Michelle Kwan     | Estados Unidos | 1.5    | 1  | 1  |
| Medalha de prata  | Hanae Yokoya      | Japão          | 3.0    | 2  | 2  |
| Medalha de bronze | Josée Chouinard   | Canadá         | 4.5    | 3  | 3  |
| 4                 | Olga Markova      | Rússia         | 6.0    | 4  | 4  |
| 5                 | Susan Humphreys   | Canadá         | 8.0    | 6  | 5  |
| 6                 | Lucinda Ruh       | Suíça          | 9.5    | 5  | 7  |
| 7                 | Krisztina Czakó   | Hungria        | 10.0   | 8  | 6  |
| 8                 | Elena Liashenko   | Ucrânia        | 11.5   | 7  | 8  |
| 9                 | Evelyn Großmann   | Alemanha       | 14.0   | 10 | 9  |
| 10                | Jennifer Robinson | Canadá         | 14.5   | 9  | 10 |

### Duplas
| Pos.              | Nome                                      | Nacionalidade  | Pontos | PC | PL |
| ----------------- | ----------------------------------------- | -------------- | ------ | -- | -- |
| Medalha de ouro   | Evgenia Shishkova / Vadim Naumov          | Rússia         | 1.5    | 1  | 1  |
| Medalha de prata  | Maria Petrova / Anton Sikharulidze        | Rússia         | 3.0    | 2  | 2  |
| Medalha de bronze | Jodeyne Higgins / Sean Rice               | Canadá         | 4.5    | 3  | 3  |
| 4                 | Shelby Lyons / Brian Wells                | Estados Unidos | 6.5    | 5  | 4  |
| 5                 | Elena Belousovskaya / Sergei Potalov      | Ucrânia        | 7.0    | 4  | 5  |
| 6                 | Line Haddad / Sylvain Privé               | França         | 9.5    | 7  | 6  |
| 7                 | Michelle Menzies / Jean-Michel Bombardier | Canadá         | 10.0   | 6  | 7  |
| 8                 | Lesley Rogers / Michael Aldred            | Reino Unido    | 12.0   | 8  | 8  |

### Dança no gelo
| Pos.              | Nome                                      | Nacionalidade    | Pontos | DC1 | DC2 | DO | DL |
| ----------------- | ----------------------------------------- | ---------------- | ------ | --- | --- | -- | -- |
| Medalha de ouro   | Shae-Lynn Bourne / Victor Kraatz          | Canadá           | 2.0    | 1   | 1   | 1  | 1  |
| Medalha de prata  | Marina Anissina / Gwendal Peizerat        | França           | 4.0    | 2   | 2   | 2  | 2  |
| Medalha de bronze | Irina Romanova / Igor Yaroshenko          | Ucrânia          | 6.0    | 3   | 3   | 3  | 3  |
| 4                 | Irina Lobacheva / Ilia Averbukh           | Rússia           | 8.0    | 4   | 4   | 4  | 4  |
| 5                 | Elizaveta Stekolnikova / Dmitri Kazarlyga | Cazaquistão      | 10.0   | 5   | 5   | 5  | 5  |
| 6                 | Kateřina Mrázová / Martin Šimeček         | República Tcheca | 12.0   | 6   | 6   | 6  | 6  |
| 7                 | Barbara Fusar-Poli / Maurizio Margaglio   | Itália           | 15.0   | 8   | 8   | 8  | 7  |
| 8                 | Margarita Drobiazko / Povilas Vanagas     | Lituânia         | 15.0   | 7   | 7   | 7  | 8  |
| 9                 | Kati Winkler / René Lohse                 | Alemanha         | 19.0   | 10  | 10  | 10 | 9  |
| 10                | Megan Wing / Aaron Lowe                   | Canadá           | 19.0   | 9   | 9   | 9  | 10 |
| 11                | Agnes Jacquemard / Alexis Gayet           | França           | 22.0   | 11  | 11  | 11 | 11 |

### Individual masculino júnior
| Pos.              | Nome              | Nacionalidade  |
| ----------------- | ----------------- | -------------- |
| Medalha de ouro   | Derrick Delmore   | Estados Unidos |
| Medalha de prata  | Stannick Jeanette | França         |
| Medalha de bronze | Jayson Dénommée   | Canadá         |
| ...               |                   |                |

## Quadro de medalhas
| Ordem | País           | Medalha de ouro | Medalha de prata | Medalha de bronze |    | Ordem por total |
| ----- | -------------- | --------------- | ---------------- | ----------------- | -- | --------------- |
| 1     | Rússia         | 2               | 1                |                   | 3  | 2               |
| 2     | Estados Unidos | 2               |                  |                   | 2  | 4               |
| 3     | Canadá         | 1               |                  | 3                 | 4  | 1               |
| 4     | França         |                 | 2                | 1                 | 3  | 3               |
| 5     | Israel         |                 | 1                |                   | 1  | 5               |
| 5     | Japão          |                 | 1                |                   | 1  | 5               |
| 7     | Ucrânia        |                 |                  | 1                 | 1  | 5               |
| TOTAL | TOTAL          | 5               | 5                | 5                 | 15 | —               |